# 케냐-탄자니아 관계
케냐-탄자니아 관계는 케냐와 탄자니아 간의 양자 관계이다. 탄자니아는 무역, 안보 (군사), 교육, 농업, 에너지 등 여러 분야에서 케냐의 파트너이다.

## 역사
케냐의 첫 번째 고위 위원회는 탄자니아에서 열렸으며, 그 반대의 경우도 케냐 독립 이후에 열렸다. 그러나 1977년 동아프리카 공동체(EAC)가 해체된 후 두 나라는 외교 관계를 단절했다. 1967년에 설립된 최초의 EAC의 해체는 탄자니아와 케냐 간의 이념적 차이로 인해 발생했다. 냉전 시대와 마찬가지로 아프리카 국가들은 사회주의가 될지 자본주의가 될지 결정을 내리고 있었다. 케냐의 대통령 조모 케냐타는 케냐가 사회주의가 되지 않도록 노력했고 케냐는 자본주의를 고수했다. 반면 탄자니아는 아프리카의 주요 사회주의 정책인 우자마를 지지했다.
탄자니아와 케냐는 1983년에 외교 관계를 재개했다. 그 무렵 탄자니아의 우자마에 대한 생각은 우간다와의 전쟁을 비롯한 여러 사회적 요인에 의해 둔화되고 있었다.
오늘날 양국은 건강한 관계를 누리고 있다. 두 나라 모두 세계에서 가장 많은 스와힐리어를 사용하는 인구가 거주하고 있으며, 스와힐리어는 양국의 공용어이자 국어이다. 케냐와 탄자니아는 많은 문화적 유사점을 공유하고 있다.

## 무역 및 경제
2014년 9월, 탄자니아는 동아프리카 내 케냐 상품의 최대 수출 대상국이었다. 2011년 케냐의 탄자니아 총 수출액은 4억 8,800만 달러로 2010년의 3억 9,000만 달러에 비해 크게 증가했다. 2011년 탄자니아로부터의 케냐 수입액은 1억 8,540만 달러로 2010년의 1억 2,600만 달러에서 증가했다. 2007년부터 2008년까지 탄자니아의 케냐 수출액은 17% 증가했다. 무역 수지는 여전히 케냐에 유리하다.

### 사회 기반 시설
탄자니아와 케냐는 도로와 철도로 연결되어 있다. 양국을 연결하는 인프라를 업그레이드하고 유지 관리하는 데 막대한 자금이 할당되었다. 한때 우후루 케냐타 대통령은 도로를 통해 탄자니아를 국빈 방문한 적이 있다.

## 동아프리카 공동체
2000년 7월 7일, 탄자니아와 케냐는 우간다와 함께 동아프리카 공동체(EAC)를 재설립했다. EAC는 양국 간 무역과 전반적인 관계 개선에 큰 기여를 해왔다.

## 문제
케냐와 탄자니아는 경제 및 물류 문제로 갈등을 빚고 있으며, 양국의 무역업자들이 서로 경쟁하고 있다. 두 나라 모두 동아프리카 공동체의 일원임에도 불구하고 국경 검문과 분쟁으로 인해 국경을 따라 때때로 불안과 시위가 발생하고 있다.

## 같이 보기
- 케냐의 대외 관계
- 탄자니아의 대외 관계